# Herpetoreas
Herpetoreas es un género de serpientes de la subfamilia Natricinae. Sus especies son endémicas del subcontinente Indio y el sudoeste de China.

## Especies
Se reconocen las 5 especies siguientes:
- Herpetoreas abros Liu, Hou, Zhou, Zuo, Yin & Rao, 2024[2]
- Herpetoreas burbrinki Guo, Zhu, Liu, Zhang, Li, Huang & Pyron, 2014
- Herpetoreas davidi Nguyen, Lalremsanga, Biakzuala & Vogel, 2024[3]
- Herpetoreas platyceps (Blyth, 1854)
- Herpetoreas sieboldii Günther, 1860